# Selbjørn
Selbjørn es una isla del municipio de Austevoll en la provincia de Hordaland, Noruega. Es la segunda de mayor extensión del municipio por detrás de Huftarøy. La población se concentra en la costa de los sectores norte y este. El principal centro urbano de Selbjørn es Bekkjarvik, sede de la iglesia de Bekkjarvik.

## Etimología
Selbjørn tiene su origen en la palabra Salbjǫrn que se traduce literalmente como «el oso montado en el lomo». También se cree que el nombre es otro modo de llamar al lugar, que antes se llamaba Hund" y significa «cantera». De todos modos Hund también significa «perro» en noruego y era tradicional que esa palabra no se utilizara en navegación. Por lo tanto Salbjorn o Selbjørn se convirtió en la nueva denominación de «cantera».
El nombre de la isla se utilizó para nombrar al fiordo Selbjørnsfjorden.

## Geografía

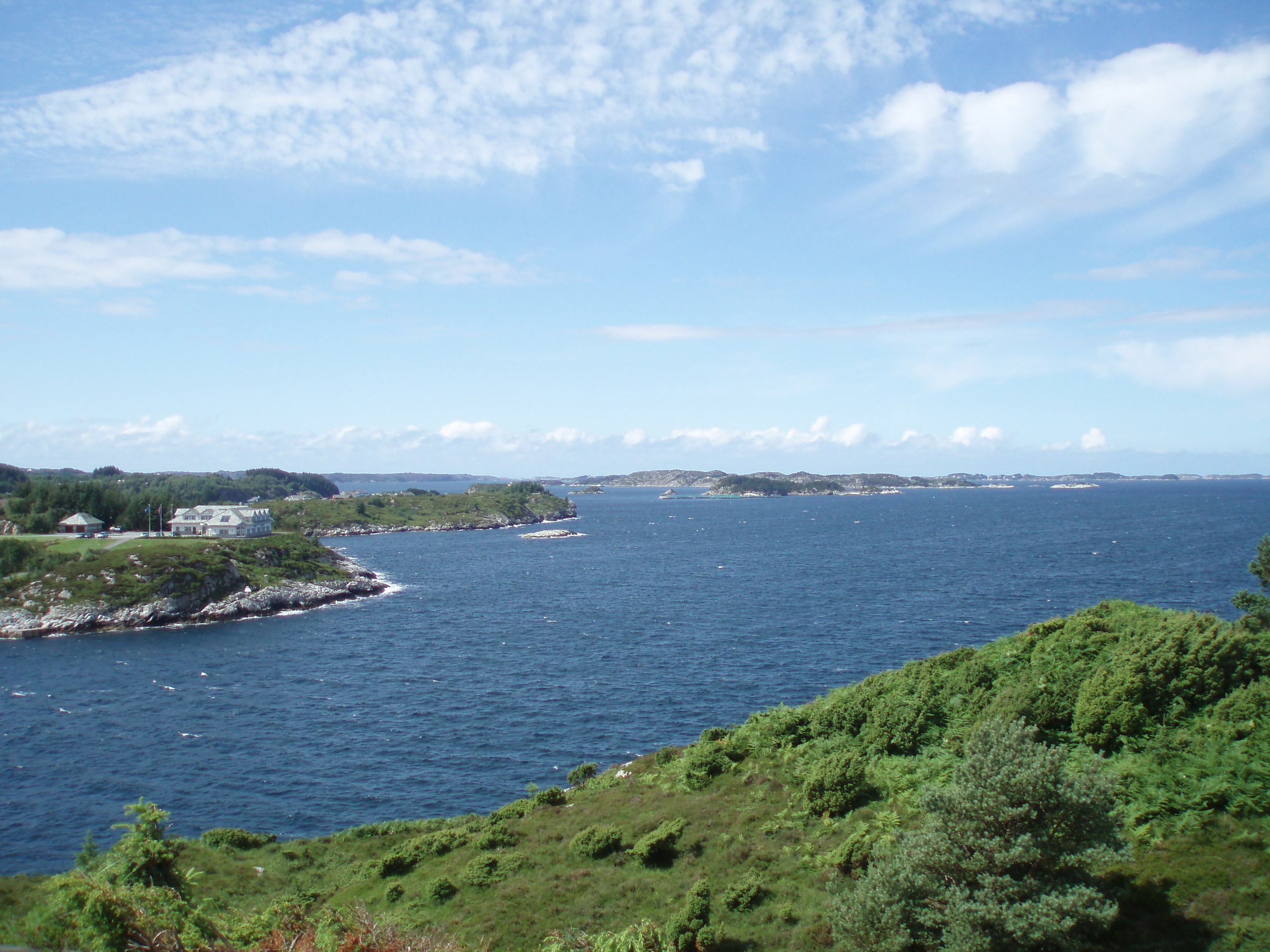
Vista del estrecho Bekkjarviksundet

La isla se ubica en el extremo norte del Selbjørnsfjorden, en el sur del archipiélago de Austevoll. La isla vecina de Stolmen está al oeste y Huftarøy al noreste.
El punto más alto es el monte Kongsafjellet con 185 m. La montaña es un punto estratégico para la visualización del tráfico que viene del Mar del Norte. Se han encontrado restos arqueológicos de los reyes vikingos de Fitjar, lo que hace pensar que el rey Haakon I usó la montaña como punto de vigilancia.

## Transportes
Selbjørn se conecta con las islas de Stolmen y Huftarøy mediante el puente Stolma, en el oeste de la isla, y con el puente Selbjørn en el norte. El municipio de Austevoll no tiene conexiones viales con el continente, por lo que el únco medio que hay es el transbordador. Las rutas que existen unen Bergen y Stord con Huftarøy. Una vez en Huftarøy, se llega a Selbjørn mediante el puente homónimo.